# El Mollejon
El Mollejon är en ort i Mexiko.   Den ligger i kommunen Poza Rica de Hidalgo och delstaten Veracruz, i den sydöstra delen av landet, 220 km nordost om huvudstaden Mexico City. El Mollejon ligger 122 meter över havet och antalet invånare är 1 190.
Terrängen runt El Mollejon är platt söderut, men norrut är den kuperad. Runt El Mollejon är det ganska tätbefolkat, med 179 invånare per kvadratkilometer. Närmaste större samhälle är Poza Rica de Hidalgo, 5,1 km väster om El Mollejon. Trakten runt El Mollejon består till största delen av jordbruksmark.